# Charles Pierre Gaspard Gueidan
Pour les articles homonymes, voir Gueidan.
Ne doit pas être confondu avec Charles Gueidan.
Charles Pierre Gaspard Gueidan, né le 23 mars 1757 à Lyon et mort le 1er avril 1831 à Saint-Symphorien-d'Ozon, est un ecclésiastique français, député du clergé aux États généraux de 1789. Il siège jusqu'à la fin de la session de l'Assemblée nationale constituante le 30 septembre 1791.

## Biographie

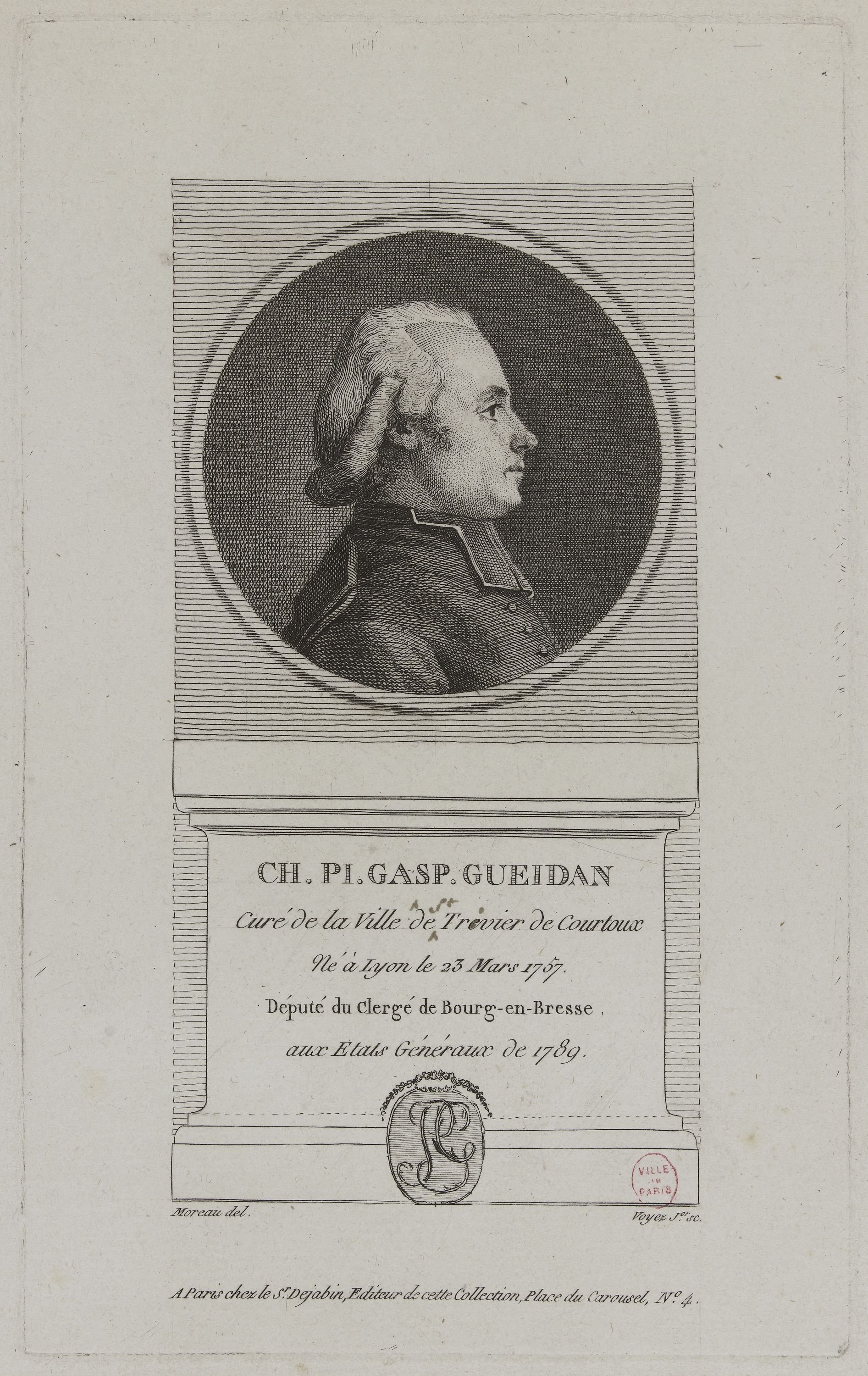
Ch. Pi. Gasp. Gueidan. Collection des portraits des deputés a l'Assemblée nationale de 1789, musée Carnavalet, Paris.

Charles Pierre Gaspard Gueidan est né le 23 mars 1757 à Lyon,.
Il est curé de Saint-Trivier en Bresse,,.
Le 3 avril 1789,, il est élu député du clergé du bailliage de Bourg-en-Bresse aux États généraux,,,. Il est le premier député du clergé de ce bailliage, devant Jean-Baptiste Bottex,.
Il se réunit au tiers-état et ensuite ne joue pas un grand rôle dans l'Assemblée nationale constituante. Il peut être classé à droite, parmi les aristocrates. Il siège jusqu'au 30 septembre 1791, date de la fin de la session de l'Assemblée constituante.
Il meurt le 1er avril 1831 à Saint-Symphorien-d'Ozon,.

## Publication
- Correspondance de M. Gueidan, curé de la ville de Saint-Trivier, député de Bourg-en-Bresse, département de l'Ain avec la municipalité de ladite ville, sur le serment exigé par le décret du 29 novembre : Réponse de M. Gueidan, curé de la ville de Saint-Trivier, à la lettre de MM. les officiers municipaux de la même ville , en date du 11 décembre, Paris, Crapart, 1790 (lire en ligne).